# Пшивара, Эрих
Эрих Пшивара (нем. Erich Przywara; 12 октября 1889, Ка́ттовиц, Силезия, Германская империя (ныне Польша) — 28 сентября 1972, Хаген близ Мурнау-ам-Штаффельзе, Бавария, ФРГ) — немецкий католический философ и богослов, иезуит.

## Биография
Родился в смешанной семье: отец-немец, мать-полька. В 1908 году вступил в орден иезуитов. Изучал философию и богословие в Валкенбурге (Нидерланды). Позже в 1913—1917 годах преподавал в духовной семинарии в Фельдкирхе.
В 1920 году был рукоположен, в 1922 году переехал в Мюнхен, где с 1922 по 1941 год входил в редакцию журнала «Stimmen der Zeit».
Один из первых католиков, вступивших в диалог с современными философами. Наиболее известен тем, что синтезировал идеи выдающихся мыслителей вокруг понятия аналогии бытия, напряжения между божественной имманентностью и божественной трансцендентностью, «единства в напряжении», об «аналогии сущего», обосновывающее возможность познания бытия Бога из бытия сотворенного им мира.
Пытался, применив современные средства мышления, представить экзистенциалистскую философию и томистскую диалектику в качестве синтеза августинианства и кантианства; в этих целях использовал также философию Кьеркегора. Пшивара также ввёл в употребление понятие «христианское существование» в строго церковном смысле и стремился разработать понятие «героическое».

## Избранные труды
- «Religionsphilosophie der katholishen Theologie», 1926;
- «Gott», 1926;
- «Das Geheimnis Kierkegaards», 1929;
- «Kant heute», 1930;
- «Analogia entis», 1932;
- «Аehristliche Existenz», 1934;
- «Heroisch», 1936;
- «Crucis Mysterium», 1939;
- «Summula», 1952;
- «Gesprдch zwischen den Kirchen», 1957.